# Cadurcodontinis
Els cadurcodontinis (Cadurcodontini) són una tribu extinta de mamífers perissodàctils de la família dels aminodòntids que visqueren a Euràsia i Nord-amèrica entre l'Eocè mitjà i l'Oligocè superior. Se n'han trobat restes fòssils a Bòsnia i Hercegovina, Bulgària, Espanya, els Estats Units, França, el Japó, el Kazakhstan, Mongòlia, el Pakistan, Rússia, Suïssa i la Xina. Es diferencien dels seus parents propers per un conjunt de cinc sinapomorfies del crani, les dents i l'húmer. Tenien una probòscide semblant a la dels tapirs, que els hauria servit per cercar aliment i posar-se'l a la boca.
El gènere Zaisanamynodon és el tàxon germà d'un clade que agrupa els altres tres que formen la tribu; alhora, Cadurcodon és el tàxon germà del clade Amynodontopsis + Cadurcotherium.